# Peblephaeus ziczac
Peblephaeus ziczac är en skalbaggsart som först beskrevs av Masaki Matsushita 1940.  Peblephaeus ziczac ingår i släktet Peblephaeus och familjen långhorningar.
Artens utbredningsområde är Taiwan. Inga underarter finns listade i Catalogue of Life.